# 라디오 데이터 시스템

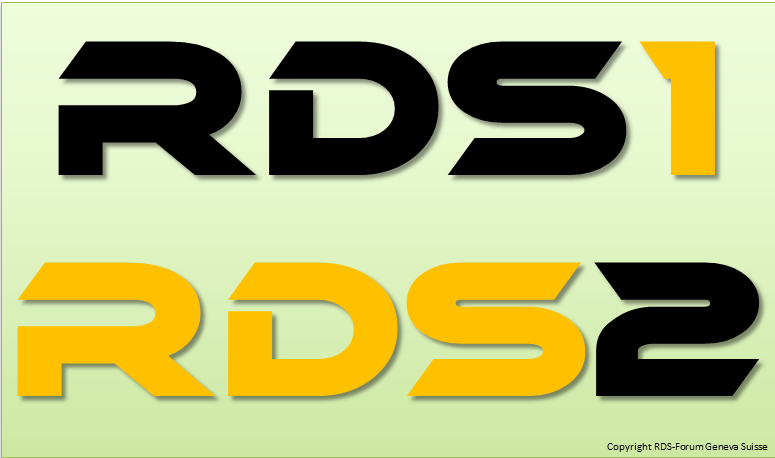
RDS1, RDS2 로고.

라디오 데이터 시스템(Radio Data System)은 유럽에서 시작된 라디오의 데이터 부가서비스이다. 음성방송 전파에 다른 신호를 실어서 음성방송과는 다른 정보를 제공할 수 있다. 주로 FM 라디오에서 사용된다. 한국의 KBS에서는 “KBS1R_**/여러분은 지금 n.nMHz를 듣고계싶니다.”로 송출한다.

## 같이 보기
- 프로그램과 시스템 정보 프로토콜
- 디지털 라디오
- FM 방송
- 모뎀
- 수신기
- 문자 다중 방송